# Oak Hills Place
Oak Hills Place é uma Região censo-designada localizada no estado americano de Luisiana, na Paróquia de East Baton Rouge.

## Demografia
Segundo o censo americano de 2000, a sua população era de 7996 habitantes.

## Geografia
De acordo com o United States Census Bureau tem uma área de
8,1 km², dos quais 7,9 km² cobertos por terra e 0,2 km² cobertos por água.

## Localidades na vizinhança
O diagrama seguinte representa as localidades num raio de 8 km ao redor de Oak Hills Place.